# 川口栄作
川口 栄作（かわぐち えいさく、1895年1月1日 - 1953年3月1日） は、日本の養蚕学者。北海道大学農学部教授を経て、初代宇都宮大学学長を務めた。

## 人物・経歴
静岡県出身。1919年北海道帝国大学農学部卒業。1923年九州帝国大学助教授。1926年からカイザー・ヴィルヘルム学術振興協会の生物研究所に留学。1929年九州帝国大学初となる農学博士の学位を取得。1933年北海道帝国大学養蚕学第3講座教授。1942年北海道帝国大学農学実科主任。1945年北海道帝国大学付属農場長。1948年宇都宮農林専門学校校長。1949年宇都宮大学学長。